# Karol Nawrocki
Karol Tadeusz Nawrocki, poljski zgodovinar in politik; 3. marec 1983, Gdansk.
Leta 2025 je postal predsednik Poljske. Med letoma 2021 in 2025 je bil vodja Inštituta za narodni spomin. Pred tem je bil od leta 2017 do 2021 direktor Muzeja druge svetovne vojne v Gdansku.
Nawrocki, rojen v Gdansku, je študiral zgodovino na Univerzi v Gdansku in leta 2013 doktoriral z disertacijo o protikomunističnih dejavnostih v nekdanji Poljski ljudski republiki. Njegovo akademsko delo se osredotoča na teme, kot so protikomunistični odpor, organizirani kriminal in zgodovina športa, področje, ki je povezano z njegovim lastnim ozadjem kot aktivnega mladega športnika, zlasti v nogometu in boksu. Nawrockijeva zgodnja poklicna kariera je bila tesno povezana z institucijami, ki so se posvečale ohranjanju in promociji poljskega zgodovinskega spomina. Leta 2009 se je pridružil Inštitutu za narodni spomin (IPN) in si pridobil priznanje za preusmeritev poljskih zgodovinskih ustanov k domoljubni in protikomunistični naraciji. 24. novembra 2024 je stranka Pravo in pravičnost (PiS) Nawrockija razglasila in podprla kot neodvisnega kandidata na poljskih predsedniških volitvah leta 2025.
Nawrocki je bil za predsednika izvoljen v drugem krogu volitev 1. junija in prejel 50,89 odstotka glasov. Za predsednika Poljske je bil umeščen 6. avgusta 2025. Njegovo predsedovanje odraža širši premik v poljski politični krajini, kjer v javnem diskurzu prevladujejo vprašanja nacionalne identitete, zgodovinske interpretacije in politične suverenosti. Čeprav ga njegovi volivci hvalijo zaradi bolj katoliškega in konzervativnega pogleda, se Nawrocki sooča s kritikami zaradi poglabljanja polarizacije, čeprav je med kampanjo obljubil, da se bo proti njej boril.

## Mladost in izobraževanje
Karol Nawrocki se je rodil 3. marca 1983 v Gdansku . Njegov oče Ryszard (1949–2008) je bil strugar in član Solidarnosti. Njegova mati Elżbieta je bila knjigoveška. Ima mlajšo sestro Nino, ki je slaščičarka in dela v restavraciji v Krakovu. Osnovno šolo in 4. gimnazijo je končal v domačem mestu. Po opravljenih maturah leta 2002 je leta 2003 diplomiral na Visokošolski šoli za poslovanje in upravo v Gdansku z nazivom specialist za upravljanje s kadri.  Istega leta je začel univerzitetni študij na Fakulteti za zgodovino Univerze v Gdansku, ki ga je leta 2008 zaključil z magisterijem.
Na istem inštitutu je doktoriral iz humanističnih ved na podlagi disertacije z naslovom: Družbeni odpor proti komunistični vladavini v vojvodstvu Elbląg, 1976–1989. Leta 2023 je na Tehniški univerzi v Gdansku zaključil podiplomski študij mednarodnega magistrskega študija poslovne administracije (MBA) iz strategije, programskega in projektnega managementa.

## Zgodnja kariera
V letih 2009–2017 je delal na Inštitutu narodnega spomina, kjer je od leta 2013 do 2017 vodil podružnico Urada za javno šolstvo v Gdansku. Med letoma 2011 in 2017 je bil tudi predsednik okrožnega sveta Siedlce v Gdansku.
Leta 2017 je bil imenovan za direktorja Muzeja druge svetovne vojne v Gdansku,  to funkcijo je opravljal do leta 2021. Nato se je vrnil na Inštitut narodnega spomina in junija 2021 postal namestnik predsednika inštituta. Julija 2021 je prevzel funkcijo vodje Inštituta narodnega spomina, potem ko ga je izvolil Sejm in potrdil poljski senat. Nawrocki je avtor ali soavtor več knjig ter številnih znanstvenih in poljudnoznanstvenih člankov o protikomunistični opoziciji, organiziranem kriminalu v Poljski ljudski republiki in zgodovini športa.
Nawrocki je za pisanje knjige o gangsterju, ki je živel v komunistični Poljski v osemdesetih letih prejšnjega stoletja, uporabil psevdonim »Tadeusz Batyr«. Pod tem imenom se je leta 2018 pojavil na televiziji, s klobukom, medtem ko mu je televizijski prenos zameglil obraz, kjer je dejal, da ga je Nawrocki »navdihnil«, in poudaril, da je bil Nawrocki »prva oseba, ki je preučevala organizirani kriminal v komunistični Poljski«. Medtem je Nawrocki na družbenih omrežjih zapisal, da ga je »Tadeusz Batyr kontaktiral za nekaj smernic« in »se mi je zahvalil za pomoč pri zanimivi knjigi, ki jo priporočam«.

## Predsednik Poljske
Nawrocki je za kandidata stranke PiS na predsedniških volitvah veljal vsaj od julija 2024. Uradno so ga naznanili med kongresom stranke 24. novembra 2024. V prvem krogu, ki je bil 18. maja 2025, je končal na drugem mestu z 29,54 odstotka glasov, v drugem krogu 1. junija pa se je pomeril s kandidatom stranke Državljanska platforma Rafałom Trzaskowskim.
1. maja 2025 se je Nawrocki v Ovalni pisarni srečal z ameriškim predsednikom Donaldom Trumpom. 22. maja 2025 se je Nawrocki srečal s Sławomirjem Mentzenom, ki je v prvem krogu volitev zasedel tretje mesto. Poročali so, da sta se pogovarjala o morebitnih koncesijah, ki bi lahko vodile do tega, da bi Mentzen podprl Nawrockija. Mentzen je kandidatu predstavil sklop osmih točk, ki jih je podpisal Nawrocki. 1. junija 2025 je Nawrocki zmagal v drugem krogu volitev s 50,9 odstotka glasov in premagal Trzaskowskega, ki je prejel 49,1 odstotka glasov. Program Nawrockijeve kampanje je bil opisan kot domoljuben, prokrščanski, pro-NATO, prozahodni in pro-Donald Trumpovski.
Nawrocki je bil 6. avgusta 2025 umeščen za predsednika Poljske, kjer je nasledil Andrzeja Dudo. V svojem inavguracijskem nagovoru je pozval k spremembi poljske ustave. Istega dne se je udeležil slovesnosti ob prevzemu pooblastil predsednika Poljske nad poljskimi oboroženimi silami. Kmalu po inavguraciji ga je ameriški predsednik Donald Trump 3. oktobra povabil na sestanek v Belo hišo. 8. avgusta je Nawrocki podpisal zakonodajne pobude za zakone, ki bi odpravili davek od dohodkov pravnih oseb za družine z več kot enim otrokom in zvišali prag dohodnine na letni dohodek 140.000 PLN, 9. avgusta pa je podpisal zakonodajno pobudo za razširitev prepovedi prodaje poljske zemlje tujcem.

## Osebno življenje
Karol Nawrocki je poročen z Marto Nawrocko (rojeno leta 1986), diplomantko Pravne in upravne fakultete Univerze v Gdansku in zaposleno v Nacionalni davčni upravi. Specializirana je za nadzor naftne industrije in boj proti nezakoniti trgovini. Skupaj imata dva otroka: sina Antonija in hčer Katarzyno. Vzgojila sta tudi Daniela (rojenega leta 2003), sina Marte Nawrocke iz prejšnje zveze. Par se je poročil leta 2010, Karol Nawrocki pa je Daniela posvojil.
Daniel Nawrocki študira na Pravni fakulteti in upravi Univerze v Gdansku. Ukvarja se z novinarstvom, dela za Gazeto Morsko in prej za Dziennik Bałtycki. Leta 2023 je bil imenovan za člana Sveta za mladinski šport pri ministru za šport. Bil je tudi član Mladinskega sveta mesta Gdansk, zdaj pa je mestni svetnik. Leta 2024 je neuspešno kandidiral za mesto v mestnem svetu Gdanska kot kandidat stranke Zakon in pravičnost.